# Anna Wileczek
Anna Wileczek – polska językoznawczyni, doktor habilitowana nauk humanistycznych w zakresie językoznawstwa, profesor Uniwersytetu Jana Kochanowskiego w Kielcach (UJK).

## Życiorys
W 1991 ukończyła filologię polską na Katolickim Uniwersytecie Lubelskim Jana Pawła II. W 2006 na Akademii Świętokrzyskiej w Kielcach otrzymała stopień doktorski na podstawie napisanej pod kierunkiem Marka Ruszkowskiego rozprawy Lapidarium jako strategia formy. Tekst – gatunek – język. W 2018 habilitowała się na KUL w zakresie językoznawstwa, przedstawiwszy dzieło Kod młodości. Młodomowa w kontekstach społeczno-kulturowych.
Została kierowniczką Zakładu Badań nad Dyskursem w Instytucie Literaturoznawstwa i Językoznawstwa UJK oraz Obserwatorium Języka i Kultury Młodzieży UJK. Członkini Zespołu Dydaktycznego Rady Języka Polskiego przy PAN w kadencjach 2019–2022 i 2023–2026. Jurorka plebiscytu Młodzieżowe Słowo Roku. Jej dorobek naukowy koncentruje się na badaniach nad językiem młodzieży, dyskursem edukacyjnym, komunikacją internetową oraz popularyzacją wiedzy językoznawczej.
Autorka i realizatorka projektów popularyzujących wiedzę, w tym międzynarodowego pn. „Młoda polszczyzna na styku kultur. Promocja, wiedza, edukacja”, finansowanego przez Narodową Agencję Wymiany Akademickiej, którego celem była promocja wiedzy o nowych zjawiskach językowych oraz analiza społecznych i kulturowych aspektów komunikacji współczesnej młodzieży, zwłaszcza w środowiskach polonijnych. Prowadziła Uniwersytet Dziecięcy UJK, w którym realizowała autorskie programy i projekty.
Popularyzatorka wiedzy o języku oraz w uczestniczka debaty publicznej na temat zmian zachodzących we współczesnej polszczyźnie.

## Wybrane publikacje książkowe
- Jest i więcej prawd w piśmie… Mickiewiczowskie „Zdania i uwagi w kontekście Biblii”, Wydawnictwo KUL, Lublin 1996.
- Świadectwa-ślady-znaki. Lapidarium jako strategia formy, Wydawnictwo UJK, Kielce 2010.
- Szkolna (nie)komunikacja. Bariery w dyskursie wczesnoszkolnym, Wydawnictwo naukowe PWN: Warszawa 2015 (współautor: Iwona Możdżonek).
- Codes Of Childhood Pedological Sketches, Wydawnictwo UJK, Kielce 2016 (współautorzy: Marek Kątny, Agnieszka Miernik, Grzegorz Trębicki).
- Child in the Empire of (Mobile) Screens, Uniwersytet Jana Kochanowskiego w Kielcach, Kielce 2017 (współautorzy: Izabela Jaros, Sławomir Koziej).
- Kod młodości. Młodomowa w aspektach społeczno-kulturowych, Wydawnictwo Naukowe PWN: Warszawa 2018.
- Język i komunikacja. Wprowadzenie dla pedagogów PWN, Warszawa 2020.

Źródło.